# Legatus iuridicus
En legatus iuridicus (latin, "juridisk legat") var en romersk embedsmand på legatniveau som havde ansvaret for juridiske spørgsmål. Alle provinsguvernører havde en legatus iuridicus som tog sig af komplicerede juridiske spørgsmål, specielt i forhold til implementeringen af romerske love i områder hvor samfundet var organiseret på for romerne helt fremmede måder.
| Historie | Spire Denne historieartikel er en spire som bør udbygges. Du er velkommen til at hjælpe Wikipedia ved at udvide den. |